# Cone Point
Der Cone Point (englisch für Kegelspitze) ist eine Landspitze an der Nordküste Südgeorgiens. Sie markiert die Westseite der Einfahrt zum Blue Whale Harbour.
Der deskriptive Name der Landspitze ist erstmals auf einer Landkarte der britischen Admiralität aus dem Jahr 1931 verzeichnet.